# Àgios Vassílios
Àgios Vassílios (Άγιος Βασίλειος (grec)) és un municipi de la Unitat perifèrica de Réthimno, a la costa sud de l'illa de Creta, establert per la reforma del pla Kal·likratis, per la fusió dels municipis anteriors de Lambi (Lampi, en grec Λάμπη) i Fínikas (Foinikas, en grec Φοίνικας). La seu del govern municipal és a Spili.